# کریستوفر (ایلینوی)
کریستوفر، ایلینوی (به انگلیسی: Christopher, Illinois) یک شهر در ایالات متحده آمریکا با جمعیت ۲٬۳۸۲ نفر است که در ایلی‌نوی واقع شده‌است.

## موقعیت جغرافیایی
موقعیت جغرافیایی شهرها و مناطق اطراف به شرح زیر است: